# 高碘酸镍钾
高碘酸镍钾是一种含有镍不常见价态正四价的一种盐，同时也是一种钾盐沉淀。其可以形成水合物2KNiIO6·H2O。其制备是通过过硫酸盐在沸水中氧化混有高碘酸钾的硫酸镍得到。